# Paulina Dudek
Paulina Dudek (ur. 16 czerwca 1997 w Gorzowie Wielkopolskim) – polska piłkarka, występująca na pozycji obrończyni, od 2018 r. zawodniczka Paris Saint-Germain, od 2014 r. reprezentantka kraju.

## Przebieg kariery
Pochodzi ze Słubic. Od 2012 do 2014 występowała w klubie TKKF Stilon Gorzów Wielkopolski. Na rozegranych w czerwcu 2013 Mistrzostwach Europy do lat 17 piłkarka zdobyła wraz z reprezentacją Polski U-17 złoty medal. Następnie reprezentowała barwy Medyka Konin, z którym zdobyła mistrzostwo Polski w sezonie 2014/2015 i 2015/2016 oraz Puchar Polski w 2015 i 2016. 31 stycznia 2018 podpisała 2,5-letni kontrakt z Paris Saint-Germain. Pod koniec 2021 r. przedłużyła kontrakt z klubem z Paryża do 2024 r..
W seniorskiej reprezentacji Polski zadebiutowała 11 marca 2014, w przegranym 1:4 meczu przeciwko Węgierkom. W 2025 została powołana na EURO 2025, gdzie zagrała jeden mecz z Niemkami ( porażka 0:2 ), zeszła po 1 połowie przez kontuzję. 

## Sukcesy

### Piłkarskie
Medyk Konin
- Ekstraliga: 2014/2015, 2015/2016, 2016/2017
- Puchar Polski: 2014/2015, 2015/2016, 2016/2017

PSG
- Mistrzostwo Francji: 2020/2021
- Puchar Francji: 2017/2018, 2021/2022, 2023/2024

Polska u17
- Mistrzostwo Europy kobiet do lat 17: 2013

### Indywidualne
- Piłkarka Roku w Plebiscycie Piłki Nożnej: 2020, 2021